# Final da Taça dos Clubes Campeões Europeus de 1956–57
A Final da Taça dos Clubes Campeões Europeus de 1956–57 foi um jogo de futebol que aconteceu no estádio Santiago Bernabéu em Madrid, Espanha, em 30 de maio de 1957. Foi disputado entre o Real Madrid da Espanha e a Fiorentina da Itália. O Real Madrid ganhou por 2-0 com gols de Alfredo Di Stéfano e Francisco Gento no segundo tempo.  Foi a primeira das quatro finais (também contando a era da Liga dos Campeões, seguida das finais de 1965, 1984 e 2012), onde uma das equipes jogou no seu estádio e também a primeira final onde o time vencedor jogou no seu estádio.
A controvérsia circundou o primeiro gol do Real Madrid depois que o árbitro holandês Leo Horn ignorou o bandeira que indicava que Enrique Mateos estava fora de jogo antes de sofrer uma penalidade. 

## Caminho para a final
| Real Madrid       | Real Madrid          | Real Madrid | Real Madrid | Fase             | Fiorentina       | Fiorentina | Fiorentina | Fiorentina |
| ----------------- | -------------------- | ----------- | ----------- | ---------------- | ---------------- | ---------- | ---------- | ---------- |
| Oponente          | Total                | 1º jogo     | 2º jogo     |                  | Oponente         | Total      | 1º jogo    | 2º jogo    |
| Rapid de Viena    | 5–5 (Repetição: 2–0) | 4–2 (C)     | 1–3 (F)     | Primeira fase    | IFK Norrköping   | 2–1        | 1–1 (C)    | 1–0 (F)    |
| Nice              | 6–2                  | 3–0 (C)     | 3–2 (F)     | Quartas-de-final | Grasshopper      | 5–3        | 3–1 (C)    | 2–2 (F)    |
| Manchester United | 5–3                  | 3–1 (C)     | 2–2 (F)     | Semifinais       | Estrela Vermelha | 1–0        | 1–0 (F)    | 0–0 (C)    |

## Detalhes do jogo
| 30 de Maio de 1957 | Real Madrid                | 2 – 0 | ACF Fiorentina | Santiago Bernabéu, Madrid                      |
|                    | Di Stéfano 70' · Gento 76' |       |                | Público: 120,000 Árbitro: Leopold Sylvain Horn |

| Real Madrid | ACF Fiorentina |

| REAL MADRID:                                          |    |                    |
|                                                       |    |                    |
| GR                                                    | 1  | Juan Alonso        |
| D                                                     | 2  | Manuel Torres      |
| D                                                     | 3  | Marquitos          |
| D                                                     | 4  | Rafael Lesmes      |
| D                                                     | 5  | Miguel Muñoz (c)   |
| M                                                     | 6  | José María Zárraga |
| M                                                     | 7  | Raymond Kopa       |
| M                                                     | 8  | Enrique Mateos     |
| M                                                     | 9  | Alfredo di Stéfano |
| A                                                     | 10 | Héctor Rial        |
| A                                                     | 11 | Francisco Gento    |
| Treinador:                                            |    |                    |
| José Villalonga Árbitros assistentes: Quarto árbitro: |    |                    |

| ACF FIORENTINA:   |    |                    |
|                   |    |                    |
| GR                | 1  | Giuliano Sarti     |
| D                 | 2  | Ardico Magnini     |
| D                 | 3  | Alberto Orzan      |
| D                 | 4  | Sergio Cervato (c) |
| D                 | 5  | Aldo Scaramucci    |
| M                 | 6  | Armando Segato     |
| M                 | 7  | Julinho            |
| M                 | 8  | Guido Gratton      |
| M                 | 9  | Giuseppe Virgili   |
| A                 | 10 | Miguel Montuori    |
| A                 | 11 | Claudio Bizzarri   |
| Treinador:        |    |                    |
| Fulvio Bernardini |    |                    |